# Сатурн, пожирающий своего сына
«Сатурн, пожирающий своего сына» (исп. Saturno devorando a un hijo) — роспись испанского художника Франсиско Гойи, написанная между 1819 и 1823 годами на стене его «Дома Глухого». Одно из 14 подобных изображений, которое позднее было переведено на холст и ныне хранится в Музее Прадо.
Композиция первоначально, согласно инвентаризации в 1828—1830 годах друга Гойи Антонио Бругады, находилась среди панно, расположенных в столовой художника на нижнем этаже «Дома Глухого». В числе других «Мрачных картин» была переведена на холст художником Сальвадором Мартинесом Кубельсом по просьбе французского банкира Фредерика Эмиля д'Эрлангера для показа на Всемирной выставке 1878 года. Работа не привлекала покупателей и поэтому в 1881 году была подарена Музею Прадо.

## Сюжет картины

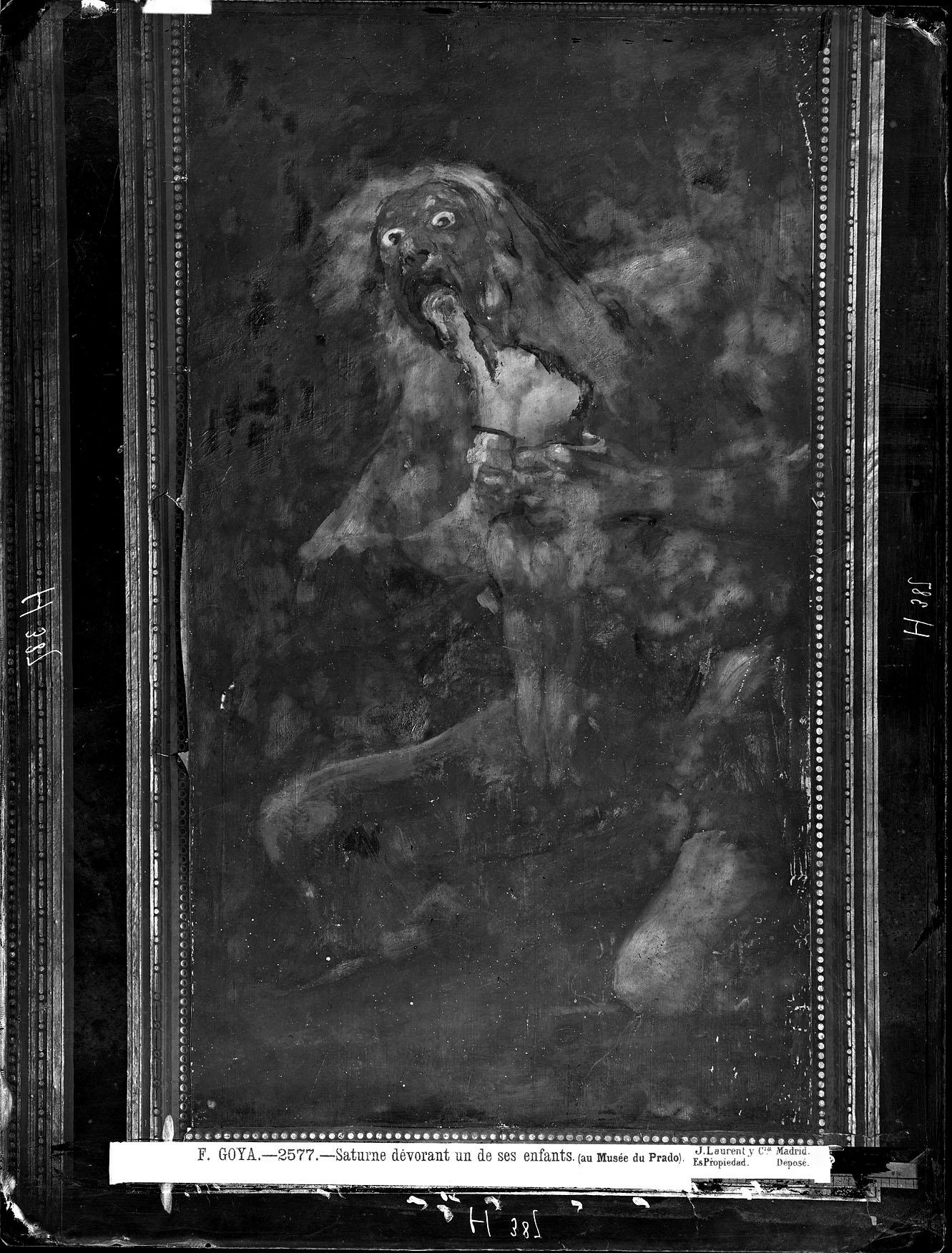
Сатурн, пожирающий своего сына. Снимок 1874 года росписи Гойи в Доме Глухого.

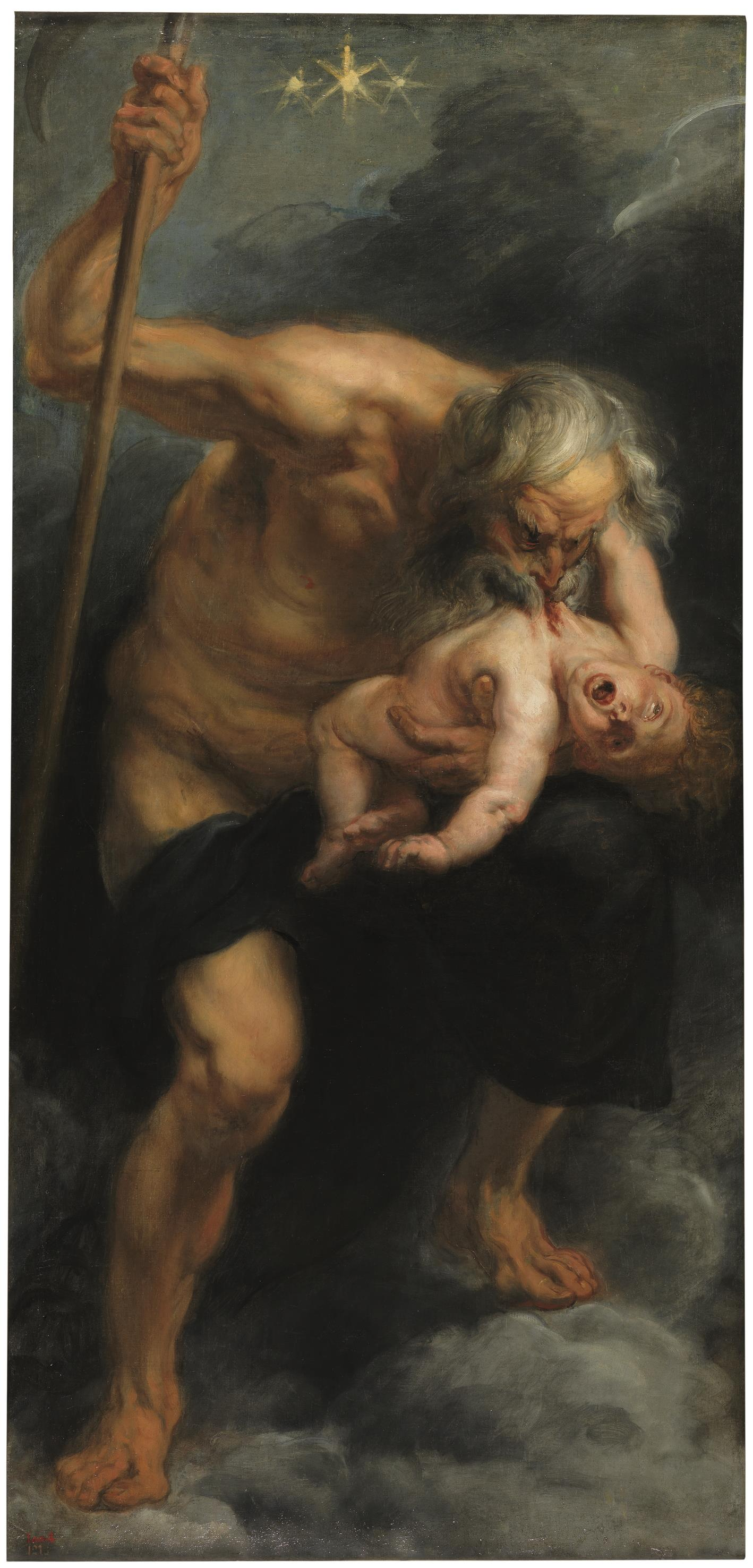
Сатурн (Рубенс)

Согласно традиционному толкованию на картине изображён Кронос, который, опасаясь быть свергнутым своим отпрыском, пожирал всех своих детей. В отличие от классического сюжета греческой мифологии, где Кронос проглатывал своих запелёнутых детей, здесь сумасшедший Кронос терзает плоть. В том числе и поэтому картина Гойи схожа с подобной картиной Рубенса «Сатурн». Однако в картине Рубенса Сатурн хладнокровен и реалистичен, уверен в себе. В сюжете же у Гойи Сатурн — безумный монстр с нереалистическими пропорциями тела. Пространства картины ему не хватает, поэтому он принял неестественное положение.

## История создания
В 1819 году Гойя приобрёл дом вблизи Мадрида, расположенный на берегу реки Мансанарес. Жители округа называли это двухэтажное строение «Виллой Глухого» (исп. Quinta del Sordo). И хотя это название относилось к прежнему владельцу, но после тяжкой болезни, перенесённой Франсиско Гойей в 1792 году и вызвавшей у художника глухоту, старое название дома было вполне применимо и к художнику. В период с 1819 по 1823 годы, до переезда в Бордо, Гойя создал серию из 14 фресок, которые он нарисовал на стенах дома. В возрасте 73 лет, пережив две тяжкие болезни, Гойя находился в весьма мрачном состоянии духа. Как патриота его также не могли не расстраивать неудачи Испанской революции, начавшейся в те же годы. Поначалу Гойя создал фрески на более светлую тематику, но в вышеуказанный период он написал поверх этих работ новые фрески, получившие название «Чёрных картин». Фрески, изначально не предназначенные для публичного просмотра, демонстрировали сцены исполненные насилия, жестокости и безысходности.
Своим работам на стенах «Виллы Глухого» Гойя не дал никаких названий. Все названия фрески и полотна получили уже после его смерти. Поэтому за картиной закрепилось несколько имён: «Сатурн, пожирающий своего сына», «Сатурн, пожирающий своих детей» или просто «Сатурн».